# Acanthocephalus lutzi
Acanthocephalus lutzi är en hakmaskart som först beskrevs av Otto Friedrich Bernhard von Linstow 1896.  Acanthocephalus lutzi ingår i släktet Acanthocephalus och familjen Echinorhynchidae. Inga underarter finns listade i Catalogue of Life.